# گوتنهایم
گوتنهایم (به آلمانی: Gottenheim) یک شهر در آلمان است که در برایگاو-هخشوارتسوالد واقع شده‌است. گوتنهایم ۲٬۴۹۶ نفر جمعیت دارد.